# 1935 en littérature
| Années de la littérature : 1932 - 1933 - 1934 - 1935 - 1936 - 1937 - 1938    |
| Décennies de la littérature : 1900 - 1910 - 1920 - 1930 - 1940 - 1950 - 1960 |

Cet article présente les faits marquants de l'année 1935 en littérature.

## Événements
- Invention du livre de poche par les éditions Penguin, vendu 6 pence au Royaume-Uni.
- Aux États-Unis, le New Deal lance les Federal Theater Project, Federal Writers Project et Federal Art Project, qui subventionnent des milliers d’écrivains, d’artistes, d’acteurs et de musiciens. Ces programmes seront supprimés en 1939.

## Essais
- Janvier : publication d’un livre sur les camps de concentration nazis : « Les soldats du marais sous la schlague des nazis », de Wolfgang Langhoff.
- Septembre : Alexis Carrel, L’Homme, cet inconnu, éd. Plon, Paris.

- Sigmund Freud, Malaise dans la civilisation.
- Louis Aragon, Pour un réalisme socialiste.
- George Montandon, L'Ethnie française, Paris, Payot.

## Romans
- Doguicimi de Paul Hazoumé
- Karim, roman sénégalais de Ousmane Socé Diop
- Les Sentiers de la gloire de Humphrey Cobb
- Que ma joie demeure de Jean Giono
- Un crime de Georges Bernanos
- Pylône de William Faulkner

## Théâtre
- La guerre de Troie n'aura pas lieu, de Jean Giraudoux

## Prix littéraires
- À titre exceptionnel, le prix Nobel de littérature ne fut pas décerné cette année-là.

### France
- Prix Goncourt : Sang et lumières de Joseph Peyré.
- Grand prix du roman de l'Académie française : La Guêpe d'Albert Touchard
- Prix Renaudot : Jours sans gloire de François de Roux.
- Prix Femina : Bénédiction de Claude Silve
- Prix Interallié : Jeunes Ménages de Jacques Debû-Bridel
- Prix des Deux Magots : Charbon de mer de Jacques Baron

### Italie
- Prix Bagutta : Enrico Sacchetti (it), Vita di artista, (Treves)
- Prix Viareggio : Mario Massa, Un uomo solo et Stefano Landi, Il muro di casa

## Principales naissances
- 17 mars : Luis Goytisolo, écrivain, journaliste et scénariste espagnol, membre de l'Académie royale espagnole.
- 12 avril : Fadéla M'Rabet, écrivaine algérienne († 14 mai 2025).
- 16 avril : Sarah Kirsch, poétesse allemande, († 5 mai 2013).
- 5 mai : Bernard Pivot, critique et journaliste français († 6 mai 2024),
- 29 mai : André Brink, écrivain sud-africain, († 6 février 2015).
- 11 juin : Maria Marly de Oliveira, poétesse brésilienne, († 1er juin 2007).
- 21 juin : Françoise Sagan, écrivaine française, († 24 septembre 2004).
- 25 juin : Charles Sheffield, écrivain britannique de science-fiction, († 2 novembre 2002).
- 8 août : Ciriaco Morón Arroyo, philologue, professeur, essayiste, éditeur et traducteur espagnol.
- 15 août : Régine Deforges, écrivain et éditrice française († 3 avril 2014).
- 22 août : Annie Proulx, écrivaine américaine.
- 10 septembre : Mary Oliver, poétesse américaine († 17 janvier 2019).
- 26 juillet : Claude Esteban, poète français († 10 avril 2006).
- 25 septembre : Maj Sjöwall, autrice suédoise († 29 avril 2020).
- 12 octobre : Yves Courrière, écrivain et journaliste français, († 8 mai 2012).
- 12 décembre : Denise Boucher, écrivaine et poète québécoise († 18 décembre 2025).

## Principaux décès
- 19 mai : Thomas Edward Lawrence, dit Lawrence d'Arabie, officier et écrivain britannique,
- 30 août : Henri Barbusse,
- 6 novembre : Luis Bello, écrivain, journaliste, pédagogue et homme politique espagnol (° 6 décembre 1872),
- 25 décembre : Paul Bourget, romancier français.